# 久保田町 (栃木市)
久保田町（くぼたまち）は、栃木県栃木市の地名。郵便番号は328-0021。
　

## 地理
大宮地区南部に位置し、東は小山市大本、西は藤田町・宮田町、南は小山市小薬、北は大宮町・寄居町と接している。

## 世帯数と人口
2017年（平成29年）8月31日現在の世帯数と人口は以下の通りである。
| 町丁     | 世帯数 | 人口 |
| -------- | ------ | ---- |
| 久保田町 | 34世帯 | 87人 |

## 小・中学校の学区
市立小・中学校に通う場合、学区は以下の通りとなる。
| 番地 | 小学校               | 中学校             |
| ---- | -------------------- | ------------------ |
| 全域 | 栃木市立大宮南小学校 | 栃木市立東陽中学校 |